# Lebensmitteltechnologe

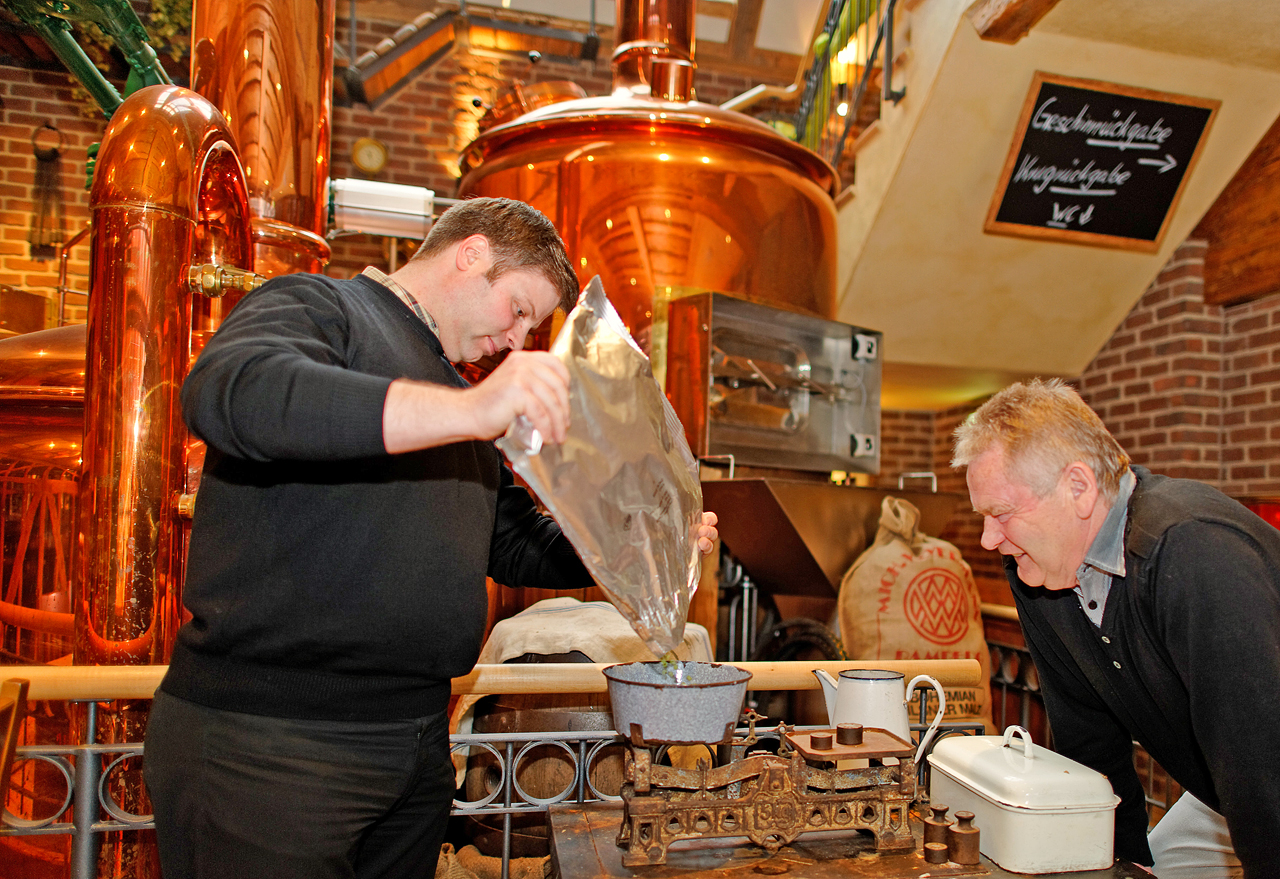
Bierherstellung: Abwiegen des Hopfens

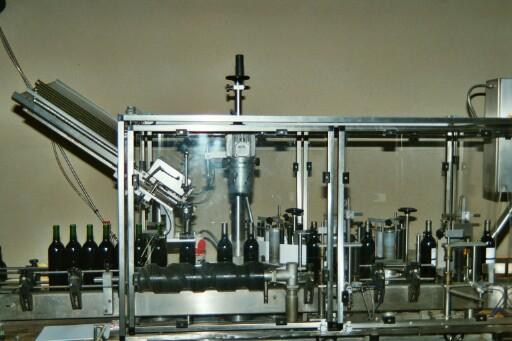
Anlage für das Kapseln und Etikettieren von gefüllten Weinflaschen

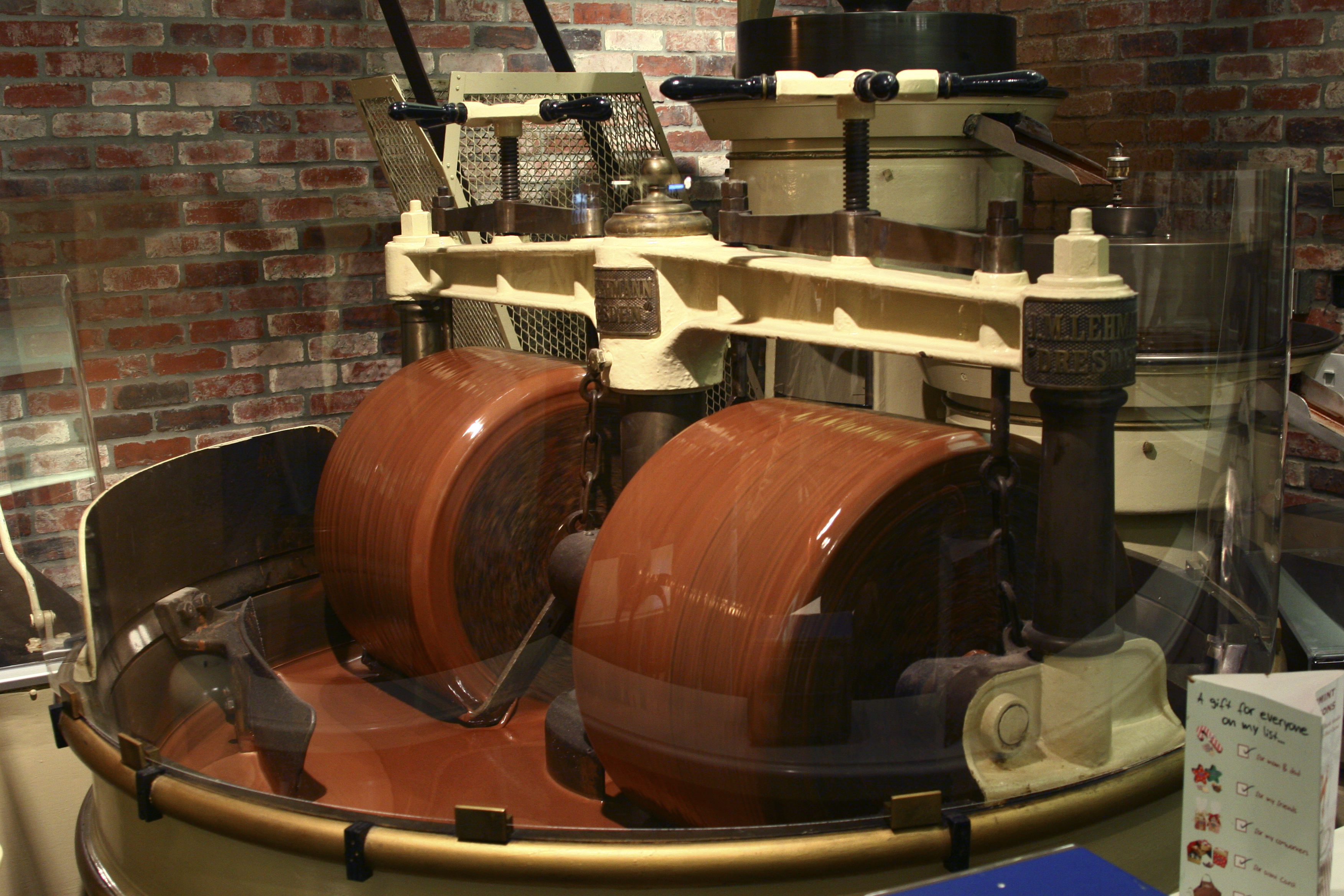
Schokolade Herstellung

Lebensmitteltechnologe ist die Berufsbezeichnung für mehrere Berufe in der Schweiz.

## Arbeitsorte und Tätigkeiten

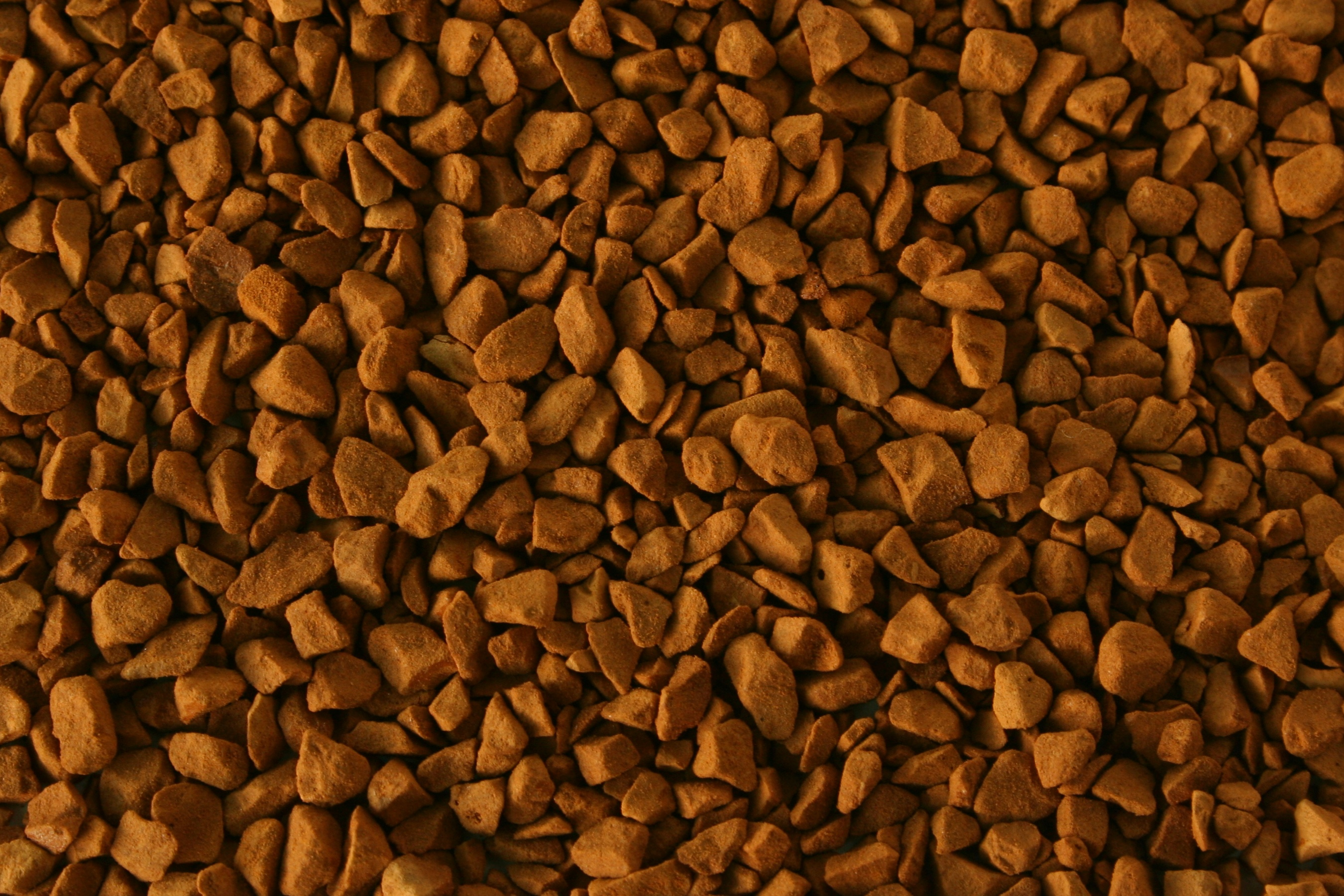
Gefriergetrockneter Kaffee

Lebensmitteltechnologen sind für die Annahme der Rohstoffe, über deren Verarbeitung bis zu Verpackung der Getränke und Nahrungsmittel verantwortlich.
Sie führen auch Laboranalysen durch, lagern Waren ein und optimieren den Herstellungsprozess.
Wichtig für die Tägliche Arbeit ist die Einhaltung von Hygiene- und Sicherheitsvorschriften.

## Lebensmitteltechnologe (EFZ)
Lebensmitteltechnologe ist eine berufliche Grundbildung in der Schweiz. Die Ausbildung dauert drei Jahre. Die drei Ausbildungsorte sind Betrieb, Berufsfachschule und überbetriebliche Kurse. Die angebotenen Fachrichtungen sind Trocken-/Instant-, Schokolade-, Backwaren-, Getränke-, Bier-, Convenience-Produkte und Fleischerzeugnisse.
Vorgängerberufe der Lebensmitteltechnologen sind Bonbonmacher, Konserven- und Tiefkühltechnologen, Getränketechnologen und Brauer.

## Lebensmitteltechnologe mit eidg. Fachausweis
Gelernte Lebensmitteltechnologen können sich seit dem 21. April 2009 berufsbegleitend zum Lebensmitteltechnologen mit eidg. Fachausweis weiterbilden, zuvor konnten gelernte Lebensmitteltechnologen (mit der notwendigen Berufspraxis) direkt an die höhere Fachprüfung. Die am Ende abzulegende Prüfung ist eine Berufsprüfung. Die Prüfung ist in die Teile Fallstudie und theoretische Prüfung aufgeteilt.
Lebensmitteltechnologen mit eidg. Fachausweis werden als Team- und Gruppenleiter eingesetzt und übernehmen so anspruchs- und verantwortungsvolle Fach- und Führungsaufgaben.

## Lebensmitteltechnologe mit eidg. Diplom
Lebensmitteltechnologen mit eidg. Fachausweis können sich zum Lebensmitteltechnologe mit eidg. Diplom weiterbilden. Die höhere Fachprüfung ist in die Teile Diplomarbeit und theoretische Prüfung aufgeteilt. Das eidg. Diplom entspricht dem Meisterbrief.

## Andere Weiterbildungsmöglichkeiten
Höhere Berufsbildung:
- #Lebensmitteltechnologe mit eidg. Fachausweis
- #Lebensmitteltechnologe mit eidg. Diplom

Höhere Fachschule:
- Dipl. Techniker/in HF, Fachrichtung Lebensmitteltechnologie

Fachhochschule:
- Bachelor of Science (FH) in Lebensmitteltechnologie
- Bachelor of Science (FH) in Life Technologies
- Bachelor of Science (ZFH) in Biotechnologie
- Bachelor of Science (HES-SO) in Oenologie

## Verwandte Berufe
- Fachkraft für Lebensmitteltechnik (Deutschland)
- Brauer und Mälzer (Deutschland)
- Fachkraft für Süßwarentechnik (Deutschland)